# Circuito de playas de la Costa Verde
El Circuito de Playas de la Costa Verde, también conocido como la vía Costa Verde, para el tramo del Callao Ruta departamental CL-100, es una vía ubicada en la ciudad de Lima, capital del Perú y la ciudad del Callao, el Primer Puerto. Recorriendo así, la parte sur y central del litoral limeño y chalaco, uniendo los distritos del Callao, La Perla, San Miguel, Magdalena del Mar, San Isidro, Miraflores, Barranco y Chorrillos. Cuenta con ciclovía que recorre desde la avenida Miguel Grau, en el Callao, hasta la playa Agua Dulce en Chorrillos.
Se encuentra ubicado en el litoral de la bahía de Miraflores que abarca desde la provincia constitucional del Callao hasta el distrito de Chorrillos, que se caracteriza por contar con un elevado acantilado, el circuito de playas de la Costa Verde se caracteriza por ser la única vía que se encuentra debajo del barranco y adyacente a la orilla del océano Pacífico.
Fue concebido como una vía de gran velocidad que aparte de facilitar el tránsito por los distritos litorales de la ciudad, facilitaría el acceso a las playas limeñas a las que, hasta entonces, se accedía mediante escaleras ubicadas en desfiladeros del acantilado conocidas con el popular nombre "bajadas de los baños". Se ganó terreno al mar con relleno que se extrajo de la construcción de la primera Vía Expresa de Lima.

## Historia

### Antecedentes

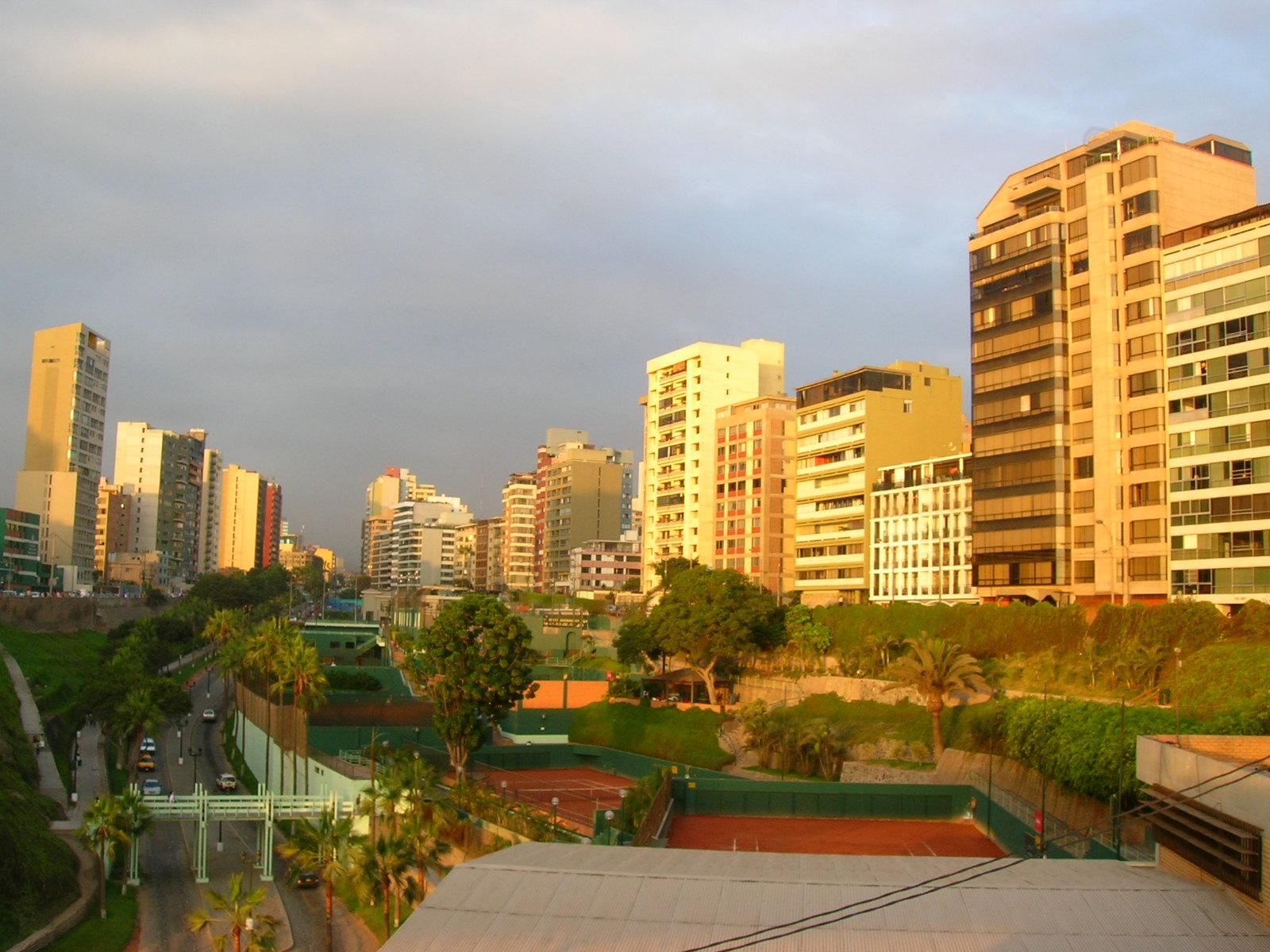
Bajada Balta vista desde el Club Terrazas de Miraflores.

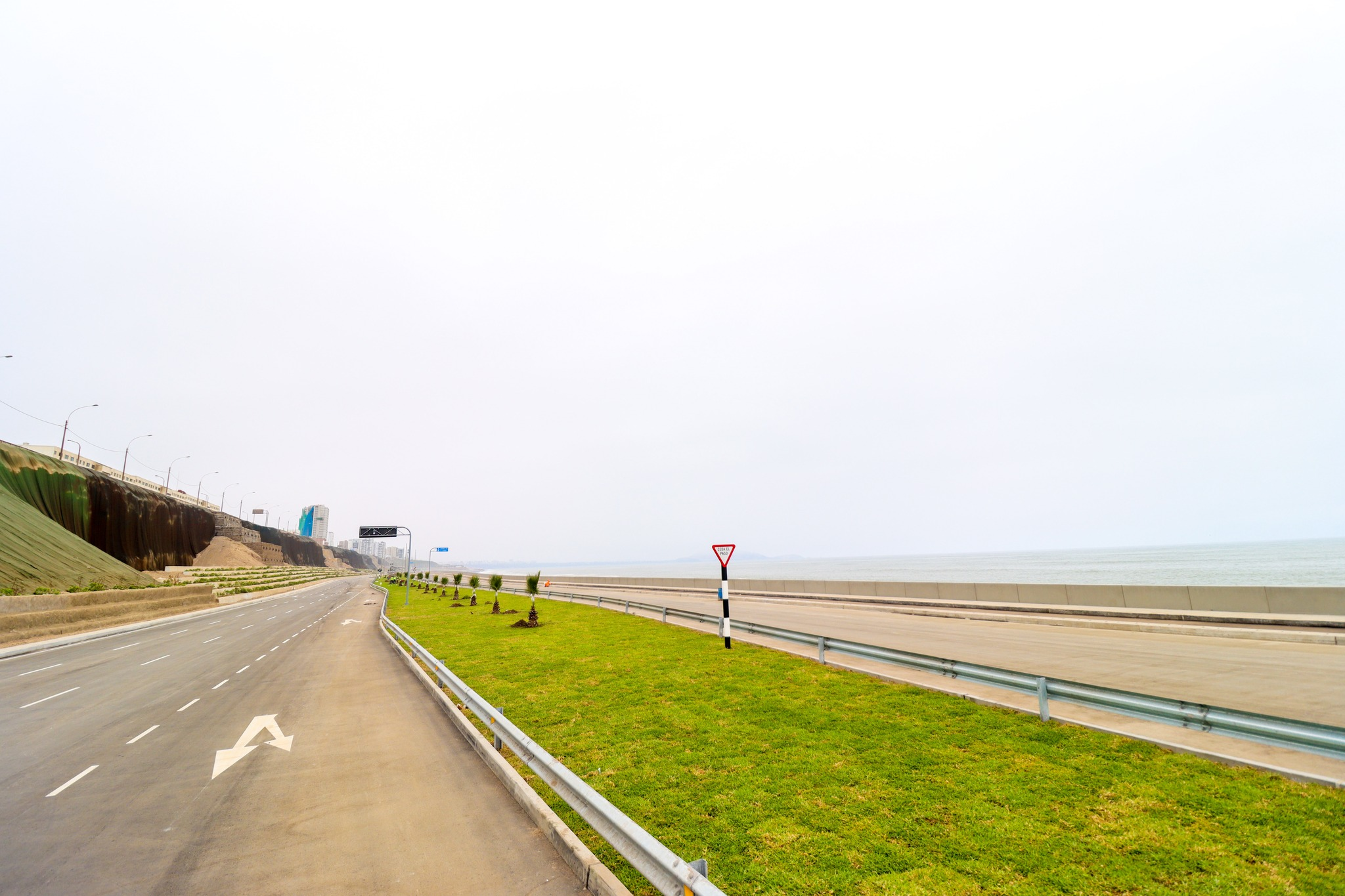
Costa Verde a la altura del Colegio Militar Leoncio Prado de La Perla

Antiguamente, el océano Pacífico era adyacente al gran Acantilado costero de Lima y Callao; por lo tanto, en ese entonces, existían pocas playas y el acceso a estas eran a través de escaleras llamadas bajada de los baños, o también se usaba el mismo desfiladero o el Funicular. Mientras que, los autos se dirigían solamente a playas amplias, y bajaban a través de las bajadas de Miraflores (Balta y Armendáriz) y Chorrillos (Regatas y Herradura).
El gobierno de José Pardo tuvo alguna iniciativa sobre el área; no obstante, no fue hasta el gobierno de Augusto Leguía en que se empezó a construir una vía para conectar La Punta con Chorrillos. Fue en esa época, con la llegada los primeros automóviles al Perú, en que se inauguró, el 28 de octubre de 1928, el primer tramo de la avenida Costanera bautizada como carretera Patria Nueva, que unía los distritos de Bellavista y San Miguel. La avenida terminaba en la avenida Brasil y constaba del malecón de vereda ancha.
En 1935, se construyó los llamados Baños de Miraflores por el arquitecto Héctor Velarde, que se accedía con dificultad por la ausencia de escalones.

### Circuito de playas de la Costa Verde
La Costa Verde fue construida en los años 1960, cuando era alcalde de Lima, Luis Bedoya Reyes, la Costa Verde fue una vía que, al estar al pie del acantilado, sufría constantes desprendimientos de rocas.
Con la mejora de la tecnología y mayores estudios, se inició la colocación de espigones que entraban en el mar, lo que contribuyó a moderar las olas y el ‘enarenamiento’ de la costa. Asimismo, con el desmonte de tierra que se extraían de las excavaciones de la vía expresa se acumuló en las orillas del acantilado a que se origen las playas Makaha, Redondo o La Pampilla, Las Sombrillas, Los Yuyos, Los Pavos, Barranquito o Las Cascadas, Agua Dulce, ubicadas entre los distritos de Chorrillos y Miraflores. Con estos avances, se instalaron servicios y negocios como clubes náuticos, centros para hacer tabla, restaurantes y otros centros de esparcimiento.
El 15 de diciembre de 1970 fue inaugurada la vía circuito de playas.
El 27 de diciembre de 1984, se inauguró la vía de un kilómetro y medio de extensión en Miraflores.
Con base en ello, el tramo correspondiente al distrito de San Miguel fue cerrado parcialmente y restringido a un solo sentido de circulación (de noroeste a sureste), cuando antes era de 2; puesto que, la vía que iba de sureste a noroeste era la más cercana al acantilado y la más afectada por los deslizamientos.
En el terremoto del 15 de agosto de 2007, la vía sufrió nuevos deslizamientos por lo que se dispuso su cierre temporal. No obstante, un par de meses después, tras arduas reparaciones, la vía fue reabierta al tránsito vehicular.
En 2009, el Gobierno Central en conjunto con las Municipalidades de San Miguel y Magdalena del Mar, iniciaron un arduo proyecto de recuperación de la autopista, construyendo un nuevo tramo para reemplazar el que había sido clausurado años atrás. Asimismo se edificó un malecón costero con estacionamientos, bancas, zonas comerciales, etc. Finalmente se iniciaron los trabajos para descontaminar las playas de ambos distritos y convertirlas en aptas para los bañistas con miras a la temporada de verano de 2011. Se pretende extender el proyecto a los demás distritos de la vía con el fin de recuperar el litoral limeño, uniendo al circuito con la provincia constitucional del Callao.
El 19 de agosto de 2016, el consejo de Lima aprobó el presupuesto para los estudios para la construcción de 3 km (kilómetros) en San Miguel, desde la Avenida Universitaria hasta el Callao.
En el 2018 se superviso la construcción del tramo del malecón de la Costa Verde entre San Isidro y Miraflores.
El 17 de julio de 2019, se apertura en el distrito de San Miguel (frente a la Costa Verde) el Parque Costa Verde - San Miguel, una instalación deportiva para las competencias de los Juegos Panamericanos de 2019 y los Juegos Parapanamericanos de 2019.
El 27 de febrero de 2020, se entregó el tramo de la vía de la Costa Verde entre la avenida Rafael Escardó-jirón Virú.

#### Tramo Callao
El 19 de mayo de 2014, se inició la construcción de la vía desde el límite de San Miguel extendiéndose hasta el distrito de La Punta, la cual estaba previsto culminar en agosto de 2015. El presidente regional del Callao aseguró que la obra estaría lista en mayo de 2016.
El 4 de noviembre de 2022, se inauguró el primer tramo de la Costa Verde del Callao, el tramo que comprende salida de los viaductos de la avenida Haya de la Torre y la avenida Santa Rosa, esta será otra vía de conexión entre la provincia constitucional del Callao y la provincia de Lima. Especialmente, sería una de las vías que será muy usada por diversas personas (especialmente extranjeras) cuando se finalice con la construcción de la nueva terminal del Aeropuerto Jorge Chávez y la avenida Santa Rosa, debido a que la vía conecta estos lugares (Callao) con distritos turísticos y hoteleros (San Isidro, Miraflores y Barranco). 
El 29 de diciembre de 2022, se inauguró el segundo tramo y última etapa de la Costa Verde del Callao; sin embargo, debido a que, no habían concluido detalles de obra fue nuevamente cerrada y fue reinaugurada el 4 de abril de 2023 por la gestión del Gobernador Regional Ciro Castillo, completándose la conexión entre la Punta y Chorrillos. 
Los distritos que une la Costa Verde son La Punta y La Perla, con San Miguel, Magdalena del Mar, San Isidro, Miraflores, Barranco y Chorrillos.

## Controversias
Varios expertos han señalado que la Costa Verde sea priorizada para el uso recreativo en lugar de los autos. Asimismo, encontraron deficiencias en varios tramos: la señalización confusa en los límites de velocidad y ausencia de ella en la zonas de puente y curvas; el mal diseño de la vía en los cruces y la existencia de doble demarcación de carriles. Entre los meses de enero y julio de 2015 se han reportado 54 accidentes vehiculares causando 2 muertos y 10 heridos de gravedad. Debido a esto, se inició en agosto la colocación de cinemómetros.
En 2005, generó el malestar de activistas por la construcción del Lima Marina Club para albergar 150 embarcaciones privadas.
En septiembre de 2015, la construcción de un hotel en el acantilado generó el rechazo de la Sociedad Geológica del Perú por la vulnerabilidad ante tsunamis y sismos. Por otro lado, afirma que lo estabiliza y que el riesgo de un tsunami se reduce al tener una altura libre.

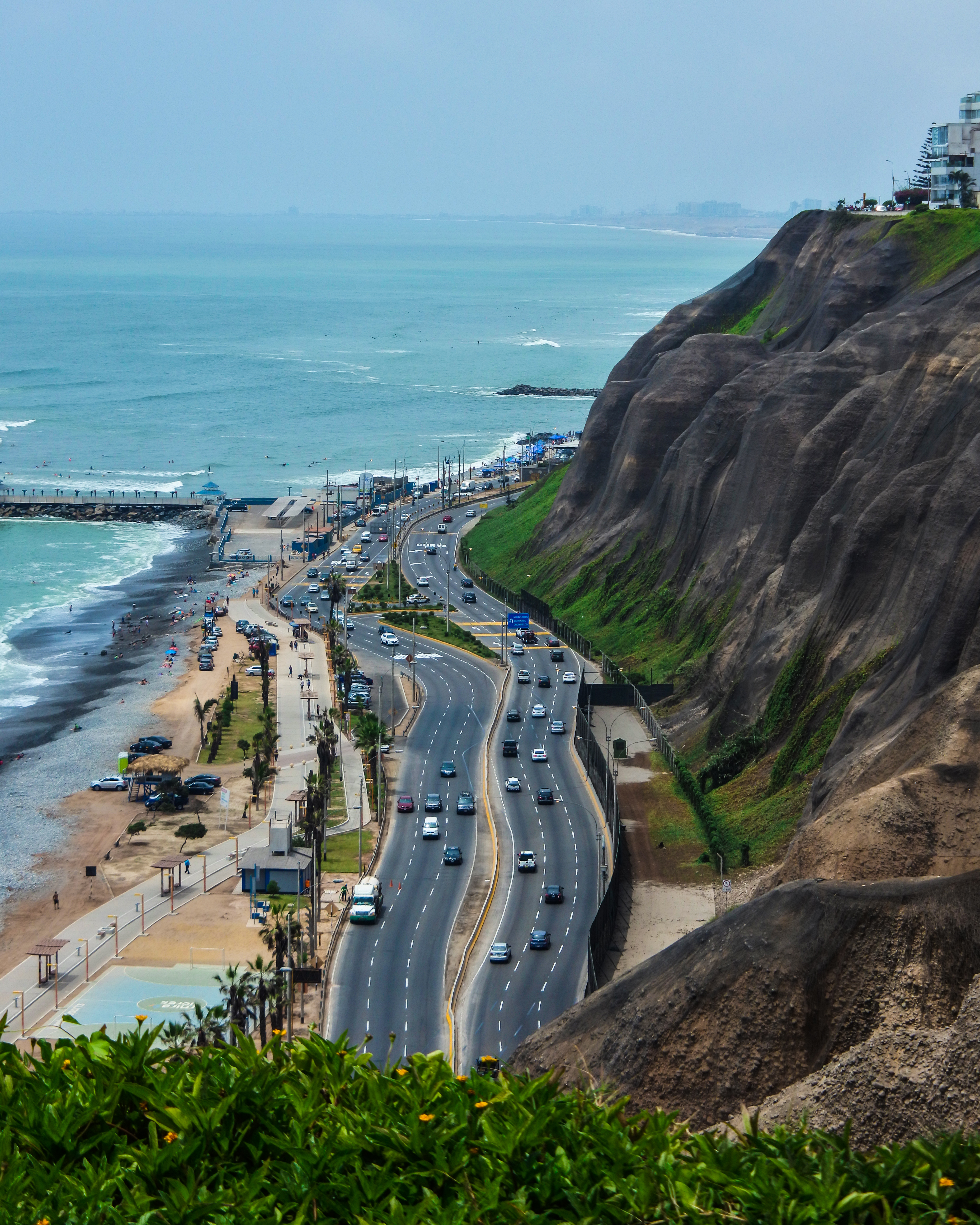
Vista del Circuito de playas hacia el norte con el Océano Pacífico al fondo

### Construcción del malecón en la Costa Verde
El 20 de agosto de 2015, el alcalde de Lima anunció la construcción de ciclovía cerca al tercer carril. El 17 de octubre de 2015, se inició la colocación de los pilotes del malecón.
La obra ha sido cuestionada por diversos aspectos. No cuenta desde la ejecución con las respectivas autorizaciones: la certificación ambiental emitida por el MTC y el derecho de uso del área acuática por parte de Marina de Guerra del Perú. Asimismo, ha sido cuestionado por el diseño: está desarticulado con diversos espacios para el peatón y ciclista, la vulnerabilidad a la muerte ante los descarrilamientos, el espacio requerido para el ciclista y el peatón, la altura adecuada en casos de emergencia y el peligro de destrucción por el oleaje. Por otro lado, el alcalde de Lima defendió la construcción asegurando que ha sido técnico y que no quitara la vista al mar. Una encuesta mostró un 53 % de las preferencias a favor de la construcción del malecón frente a 36 % en contra.

### Construcción del tercer carril en la Costa Verde
En agosto de 2014, se inició la construcción del tercer carril en cada vía, durante la gestión de Susana Villarán. El 24 de diciembre, se suspendió la construcción del tercer carril. A inicios de 2015, se reinició la construcción del tercer carril entre Miraflores y Chorrillos durante la gestión de Luis Castañeda, la cual estará culminado en mayo de 2015.
La construcción del tercer carril no estuvo exenta de una fuerte crítica por parte de los bañistas. La instalación de una valla metálica obliga movilizarse por el tercer carril. Considera que el tercer carril podría colapsar debido a la falta de una franja de tierra que evita la corrosión por la humedad y la cercanía al oleaje. En mayo, un oleaje socavó la base del tercer carril recientemente construido. A pesar de contar con un tercer carril, choferes y motociclistas utilizan la zona de la playa para evitar la congestión. Considera que las obras afectaran el oleaje en La Pampilla, lugar que ha sido escenario de torneos mundiales y práctica del surf. Por otro lado, la municipalidad asegura que permitirá aumentar 30 % la circulación.

### Enrocado en la playa La Pampilla

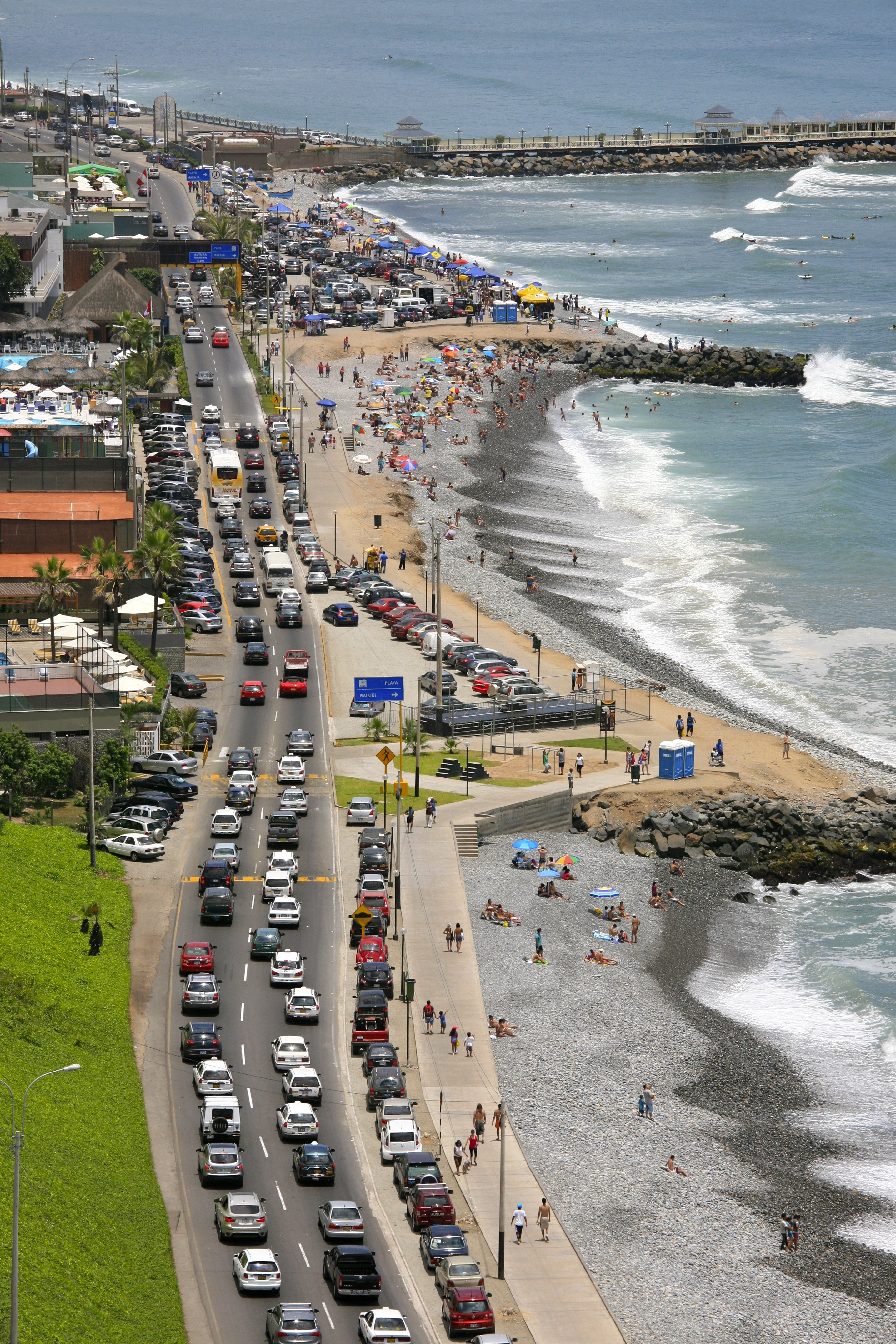
Vista de la playa La Pampilla en la parte inferior.

A fines de abril de 2015, la Municipalidad Metropolitana de Lima colocó rocas en la playa La Pampilla, con el fin de construir el tercer carril sin la autorización de la Dirección General de Capitanías y Guardacostas del Perú (DICAPI). Esta acción generó un conflicto entre los bañistas, surfistas y la Marina de Guerra del Perú, versus el alcalde de ese entonces, Luis Castañeda Lossio. El conflicto socioambiental culminó el 4 de mayo, cuando el alcalde reconoció que hubo falta de comunicación por parte de su gestión y anunció el retiro de las rocas.

## Accesos y salidas vehiculares
- Acceso Miguel Grau: Está ubicado en el Callao.
- Acceso Santa Rosa: En el distrito de La Perla, recientemente inaugurado.[51] Está previsto que sea el nuevo camino al aeropuerto, desde el Circuito de Playas.
- Acceso Haya de la Torre: En el distrito de La Perla, cerca del inicio de la avenida Haya de la Torre. Recientemente inaugurado.
- Acceso Virú: En el distrito de La Perla, cerca del jirón Virú.
- Acceso Escardó: En el distrito San Miguel, cerca del inicio de la avenida Rafael Escardó. Recientemente inaugurado.
- Acceso Jorge Chávez: En el distrito de San Miguel, en el pasaje Jorge Chávez con la avenida Costanera.[52]
- Acceso Universitaria: En el distrito de San Miguel, cerca del inicio de la avenida Universitaria.
- Acceso Brasil o Sucre: En el distrito de Magdalena del Mar, cerca de la intersección de las avenidas Brasil con del Ejército.
- Acceso Marbella: En el distrito de Magdalena del Mar en la avenida del Ejército, justo contiguo al Puericultorio Pérez Araníbar.
- Acceso San Isidro o Bajada San Martín: Ubicado en el límite de los distritos de San Isidro y Miraflores, da a la avenida del Ejército, y cerca al Ex Cuartel San Martín y al Museo de la Memoria. Anteriormente, solía constar de un óvalo que transformaba la vía de 4 a 2 carriles, generando grandes congestionamientos. Ese problema ha sido solucionado.
- Acceso Balta o Bajada Balta: Ubicado en el distrito de Miraflores, partiendo de la avenida Diagonal, desde su intersección con el inicio de la avenida Alfredo Benavides. Es la única bajada que no se encuentra asfaltada, sino adoquinada tal como se construyó durante el siglo XIX. El desfiladero es cruzado por el puente Eduardo Villena Rey, popular atractivo turístico del distrito y también vehicular de la ciudad.
- Acceso Armendáriz, Bajada Armendáriz o Bajada Chachi Dibós: Ubicado en la quebrada de Armendáriz en el límite de los distritos de Miraflores y Barranco. Es la continuación del tramo final de la Vía Expresa de Luis Bedoya Reyes, cerca de su intersección con la avenida República de Panamá. Resulta una pequeña vía rápida que conecta 2 de los autopistas urbanas más importantes de Lima. En junio de 2019 se entregó el viaducto Armendáriz que conecta el circuito de playas con la bajada Armendáriz.[53]
- Acceso Huaylas o Acceso Malecón Grau: Ubicado en el distrito de Chorrillos junto a la playa Agua Dulce, conforma un pequeño mirador hacia la alameda del mismo nombre. La cual se encuentra ubicada en la berma central del circuito y consta de dos salidas, una hacia la Explanada de la Escuela Militar de Chorrillos y la otra hacia el malecón a 1 cuadra de la avenida Defensores del Morro o Huaylas.
- Acceso Regatas o Acceso Tenderini: Ubicado en el distrito de Chorrillos cerca de la sede principal del Club de Regatas "Lima". Es el último acceso de la vía y marca la finalización de la misma. A partir de aquí, la vía es continuada contigua al morro por el Paseo Billinghurst que conduce a la Playa La Herradura, al túnel y al paso La Araña (detrás del Morro Solar)

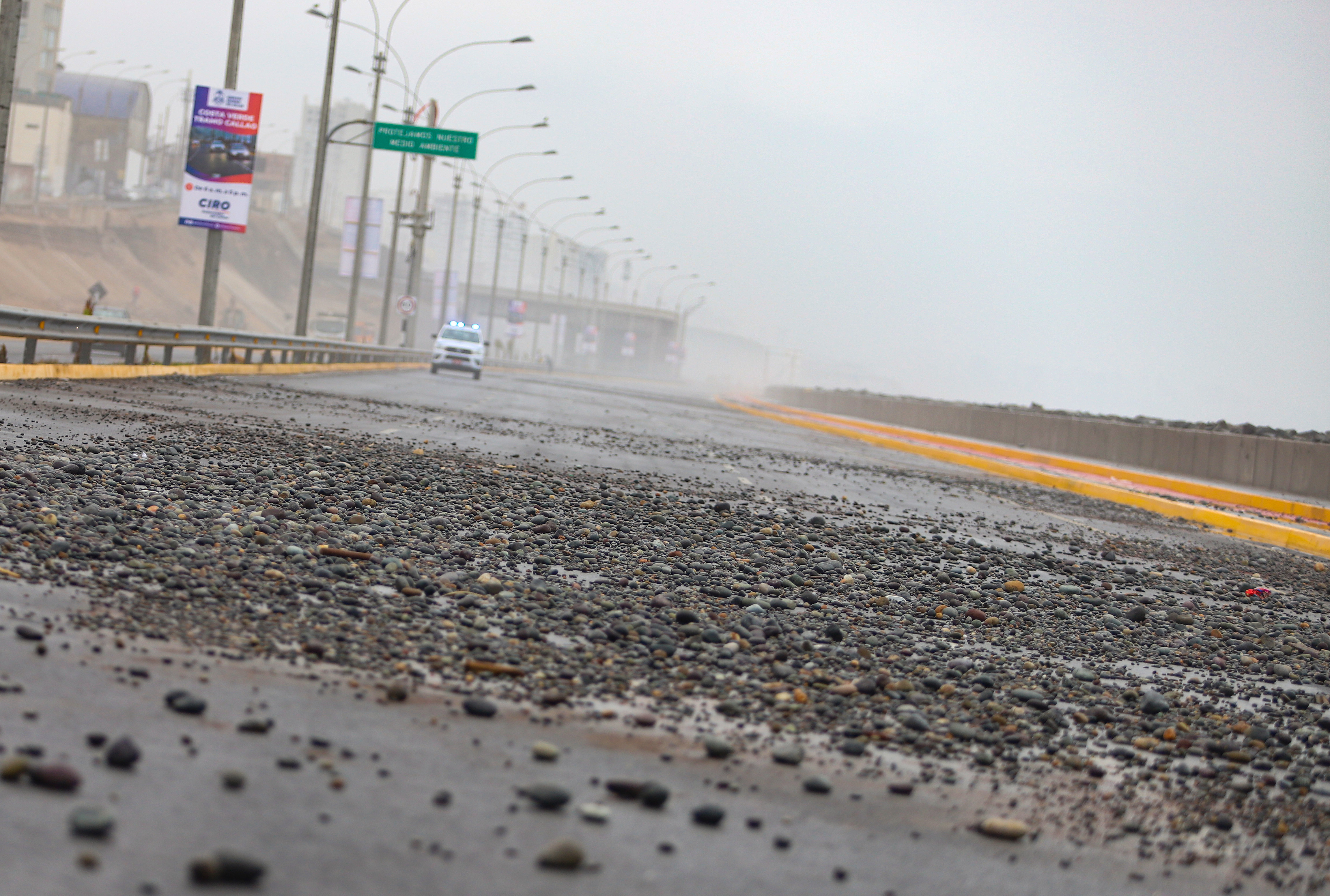
Acceso Santa Rosa
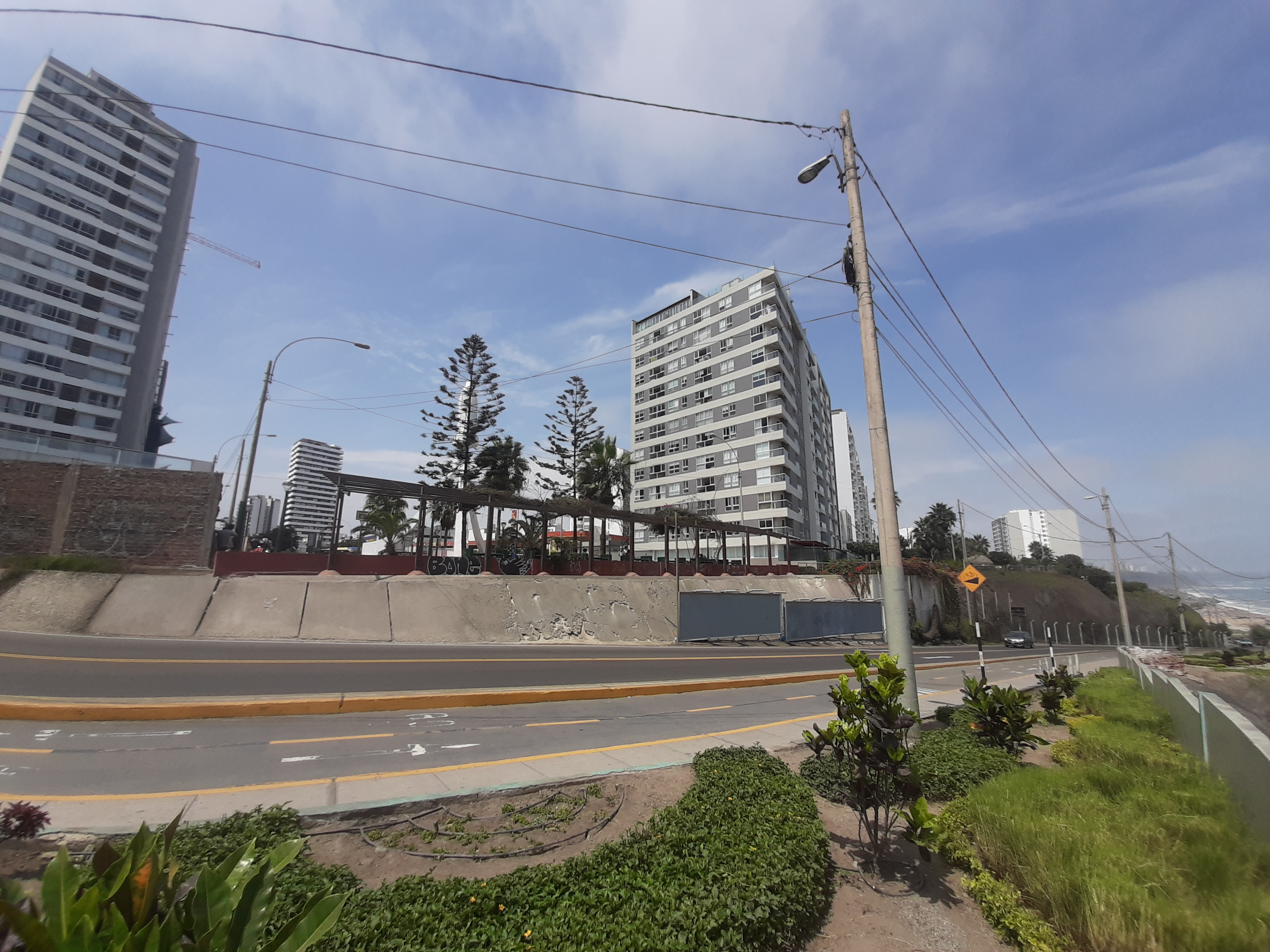
Acceso Sucre
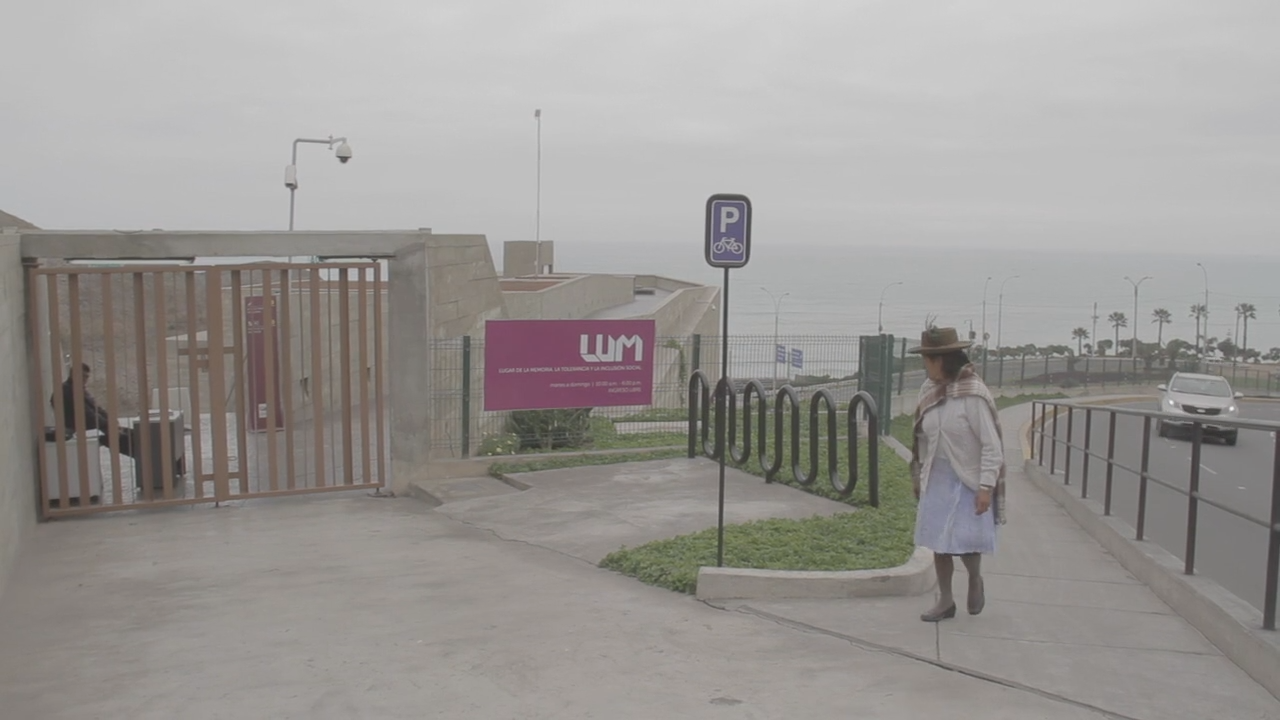
Bajada San Martín
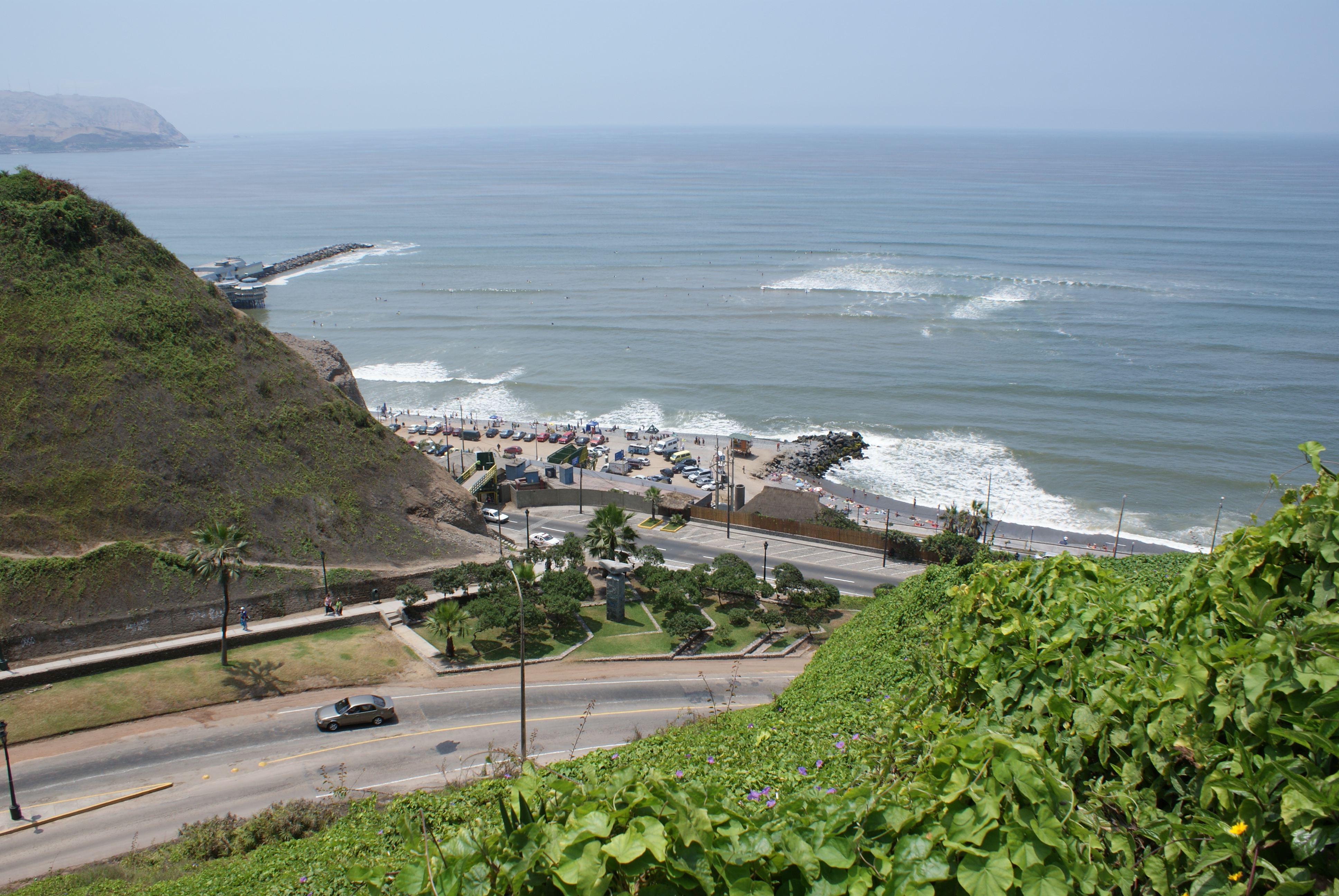
Bajada Balta
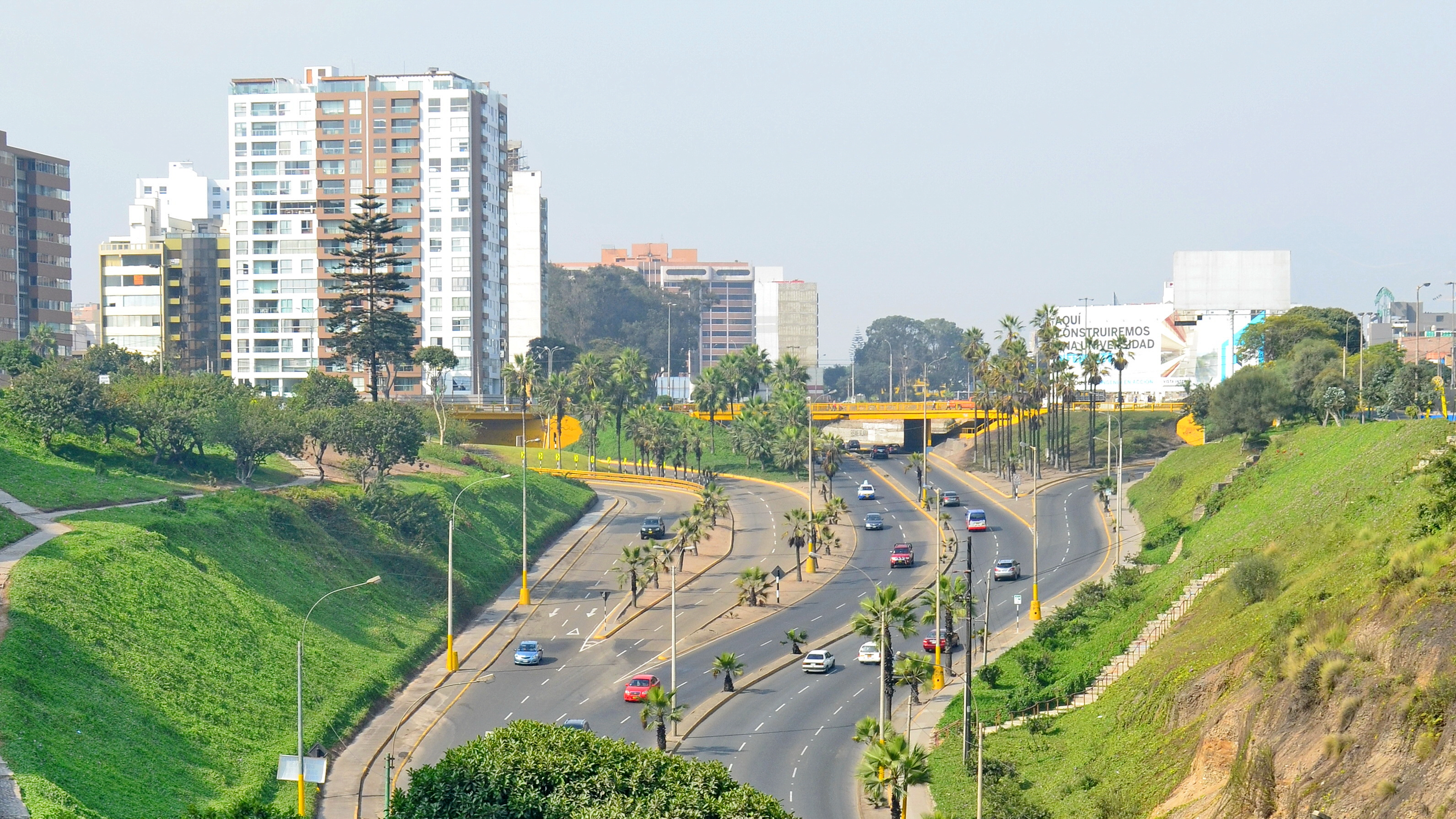
Acceso Armendáriz
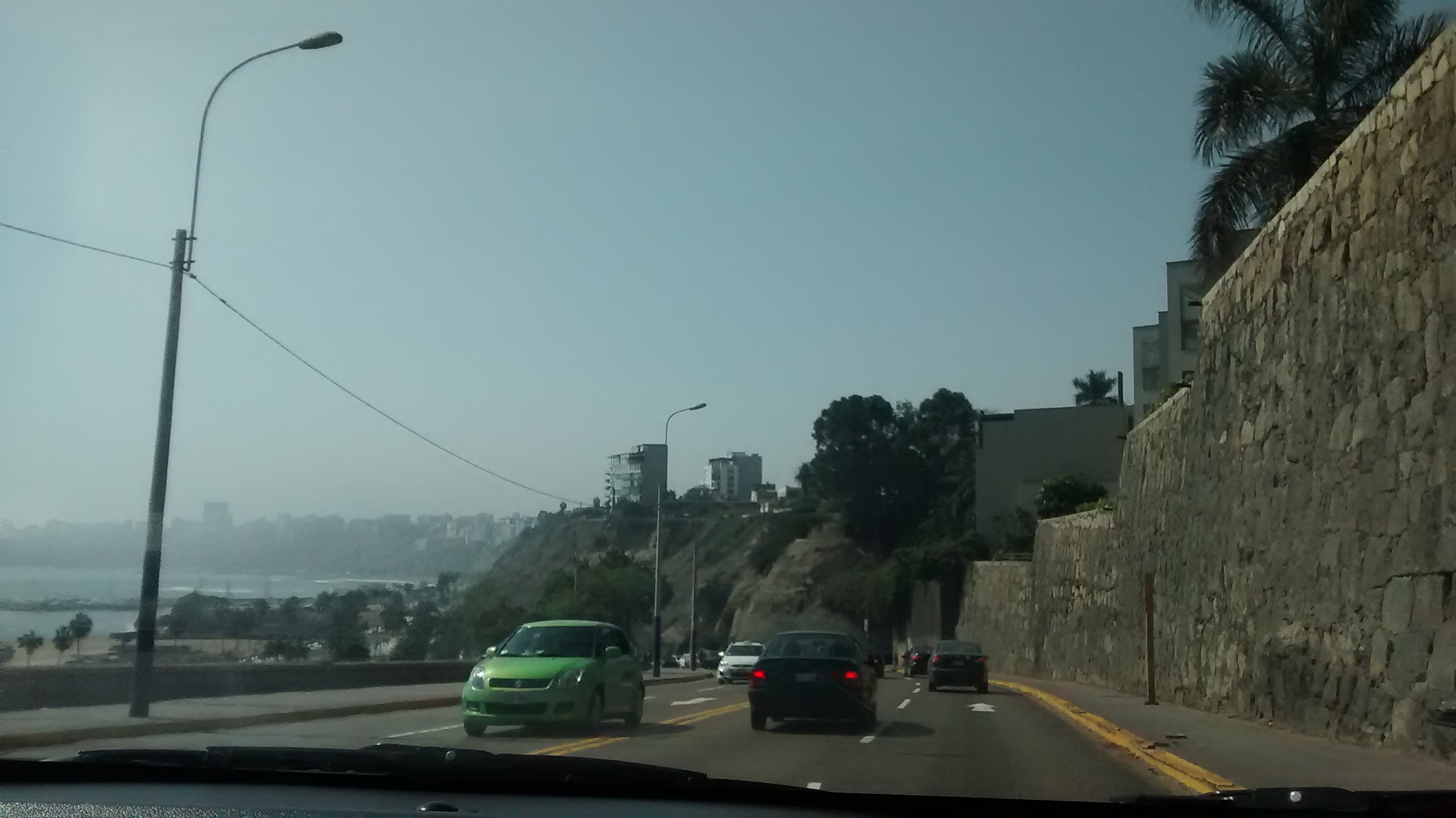
Acceso Huaylas
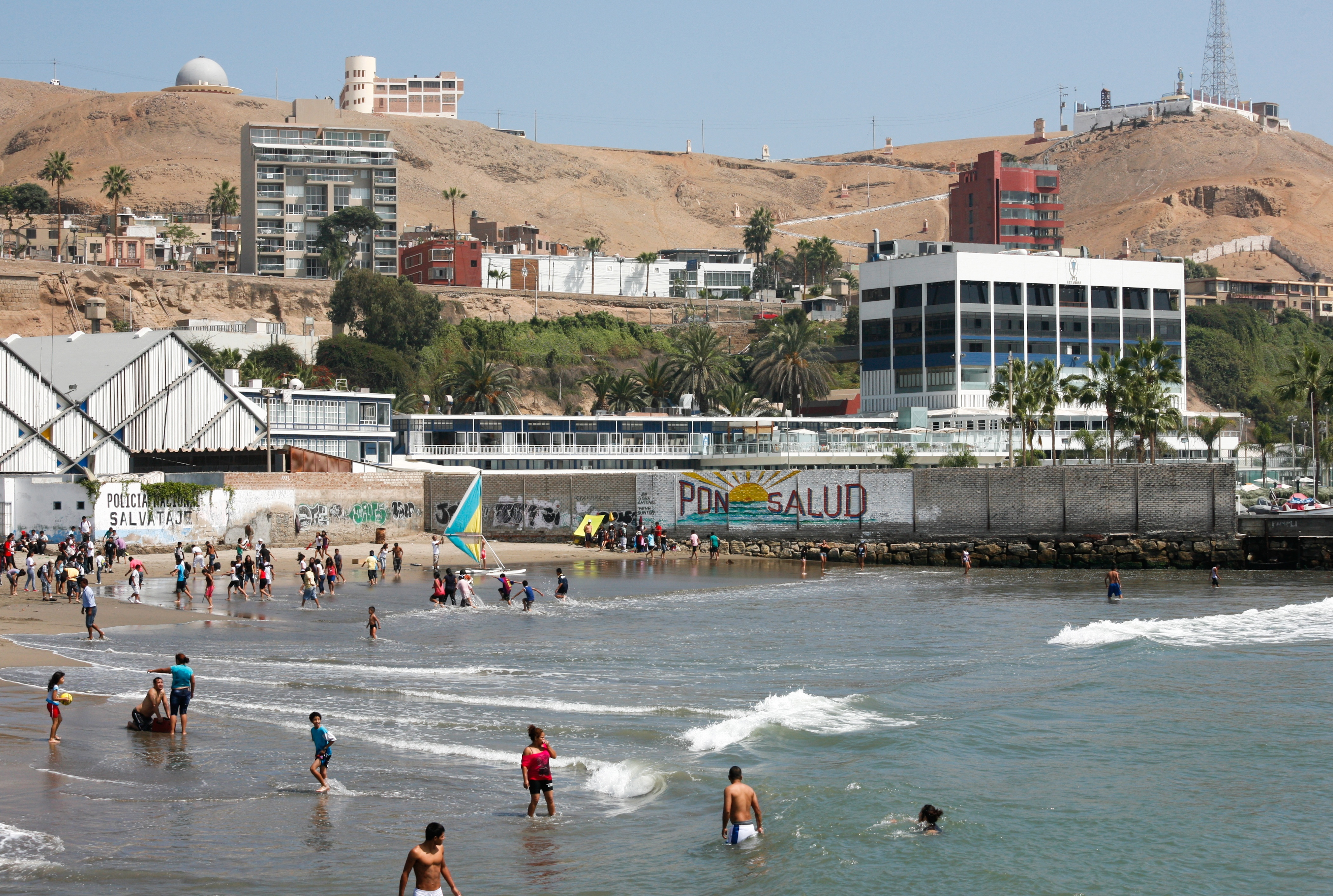
Acceso Regatas

## Accesos peatonales
Actualmente, la Costa Verde cuenta con 9 accesos abiertos. A inicios de 2020, se instaló 2 puentes provisionales en Miraflores y Barranco.
- Acceso Escardó (San Miguel), habilitado en febrero de 2020. El puente peatonal se inauguró a fines de 2021.
- Acceso Universitaria (San Miguel), abierta en noviembre de 2010.[56]
- Acceso Bertolotto (San Miguel), abierta en noviembre de 2010.[56]
- Acceso John Lennon (San Miguel), abierta en octubre de 2014.[57]
- Bajada Sucre (Magdalena).
- Bajada Marbella (Magdalena).
- Acceso Pera del Amor (San Isidro)[58]
- Acceso Estadio Héroe Manuel Bonilla (San Isidro)[58]
- Acceso María Reiche (Miraflores), actualmente está cerrada.[58]
- Acceso Itzhak Rabin (Miraflores), abierta en noviembre de 2010[56] y rehabilitado en enero de 2015.[59]
- Bajada Clubes o Balta (Miraflores), rehabilitado en enero de 2015.[59]
- Acceso Redondo (Miraflores).
- Acceso Cascadas (Barranco).
- Bajada De los Baños (Barranco)[60][61]
- Acceso Huaylas o Bajada Agua Dulce (Chorrillos).
- Acceso Mariscal Castilla (Chorrillos).

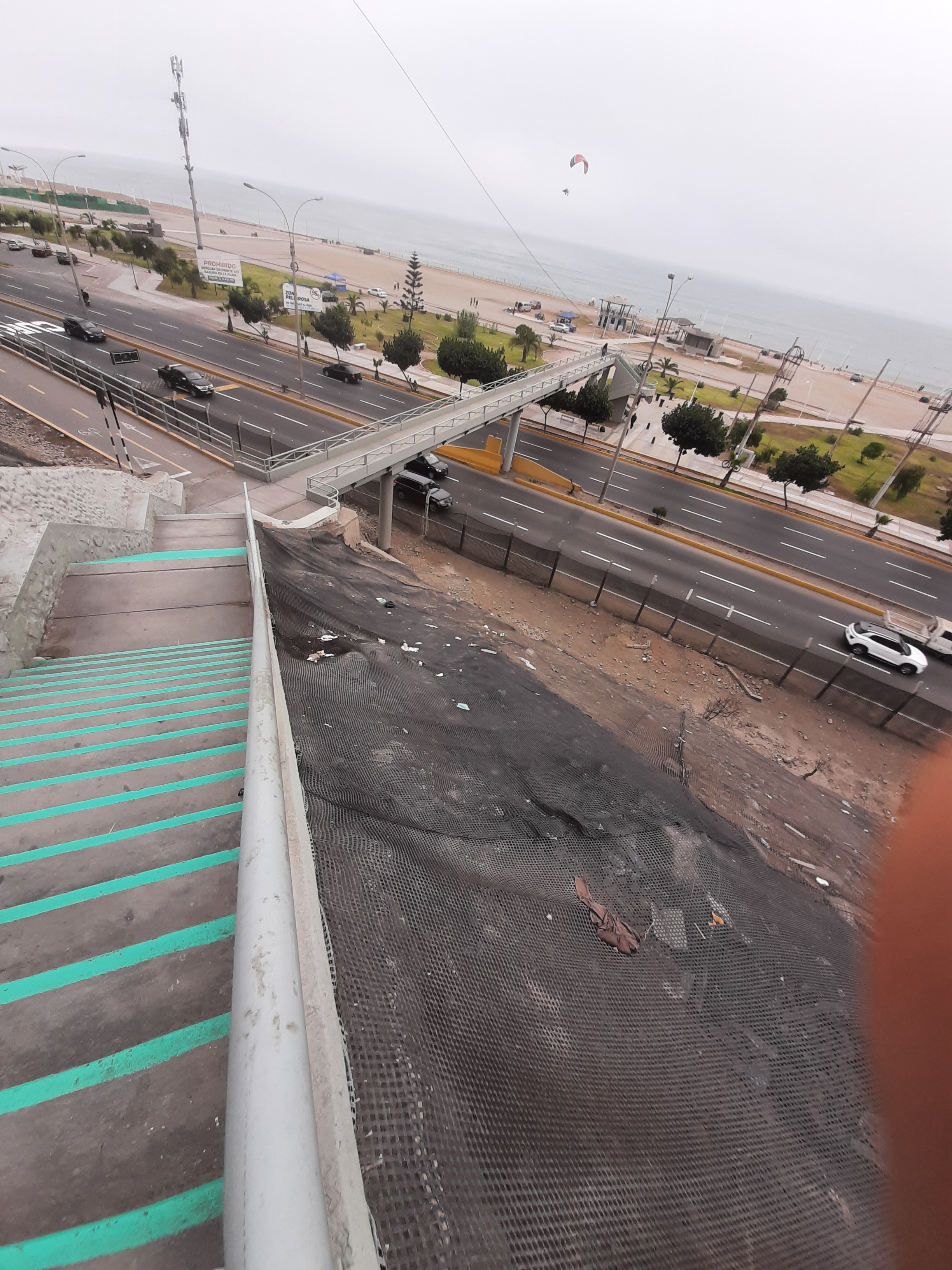
Bajada Sucre.
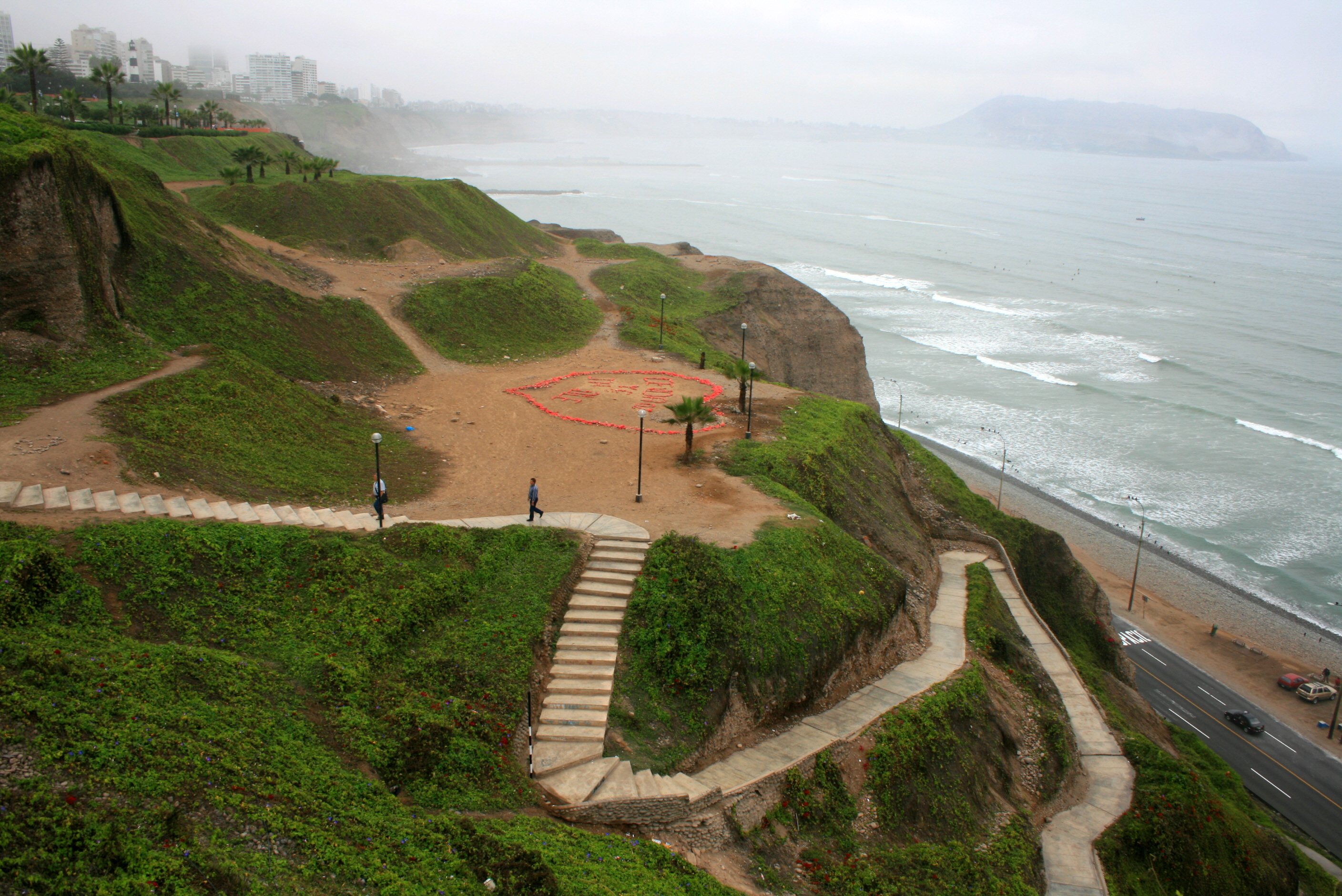
Acceso Itzhak Rabin.
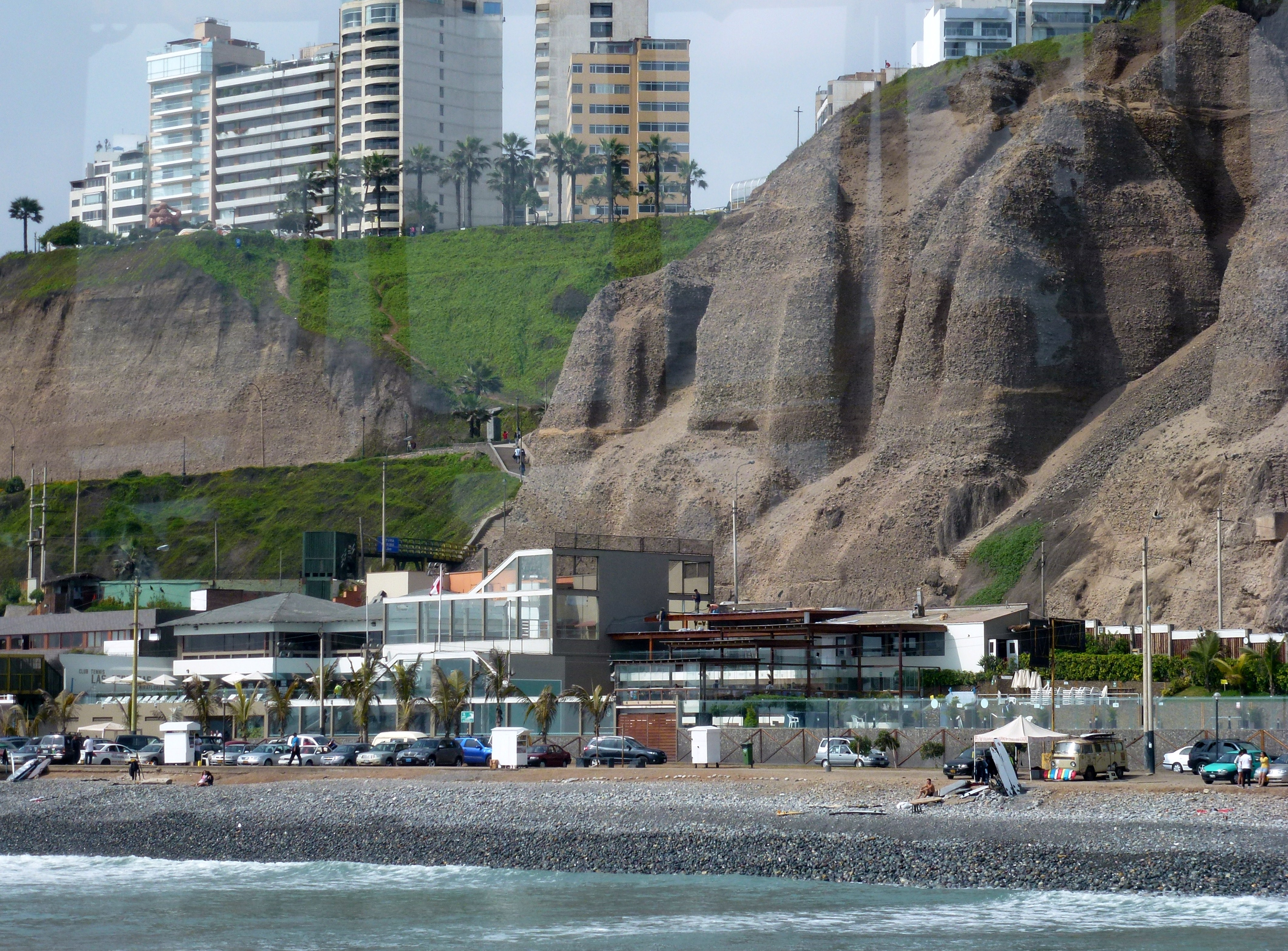
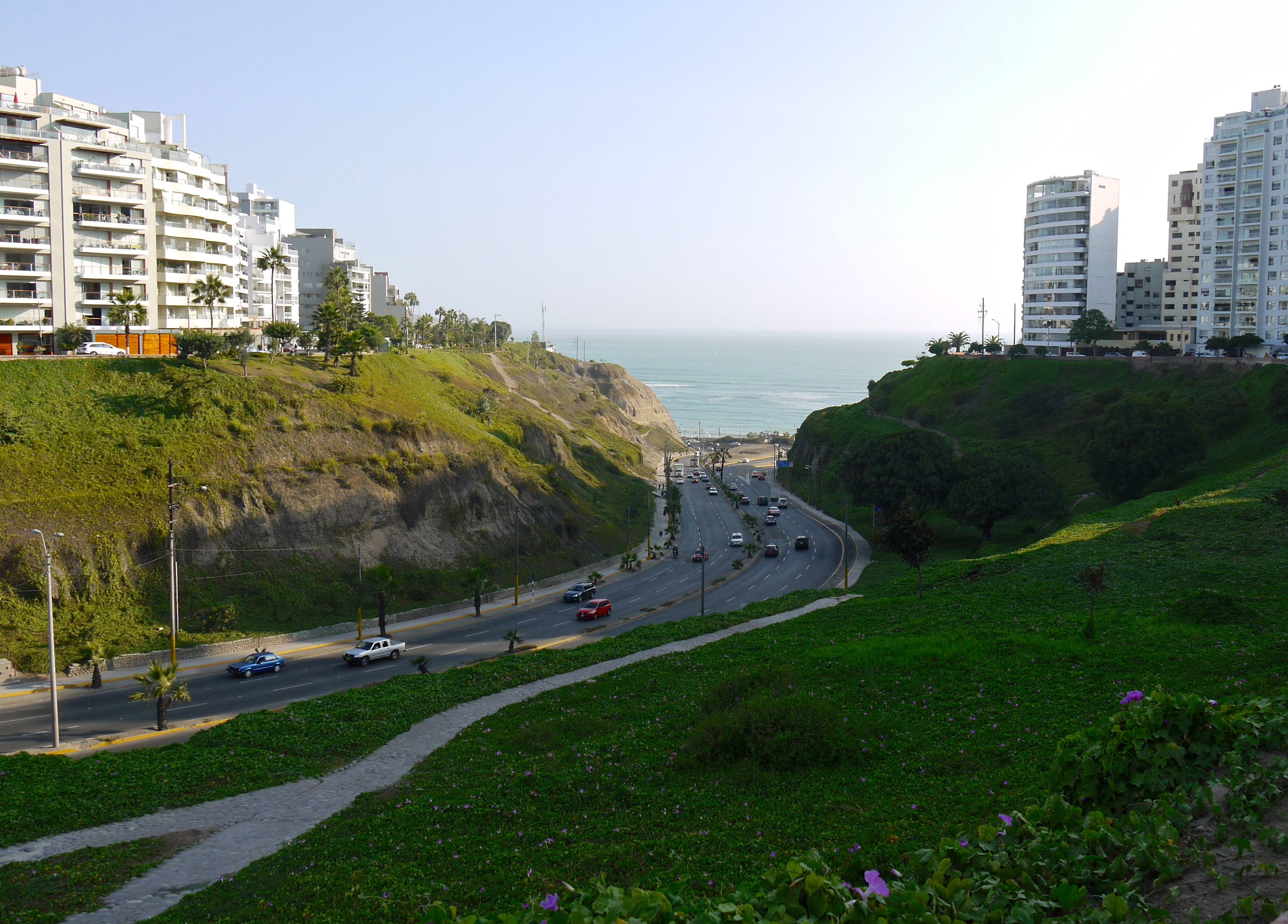
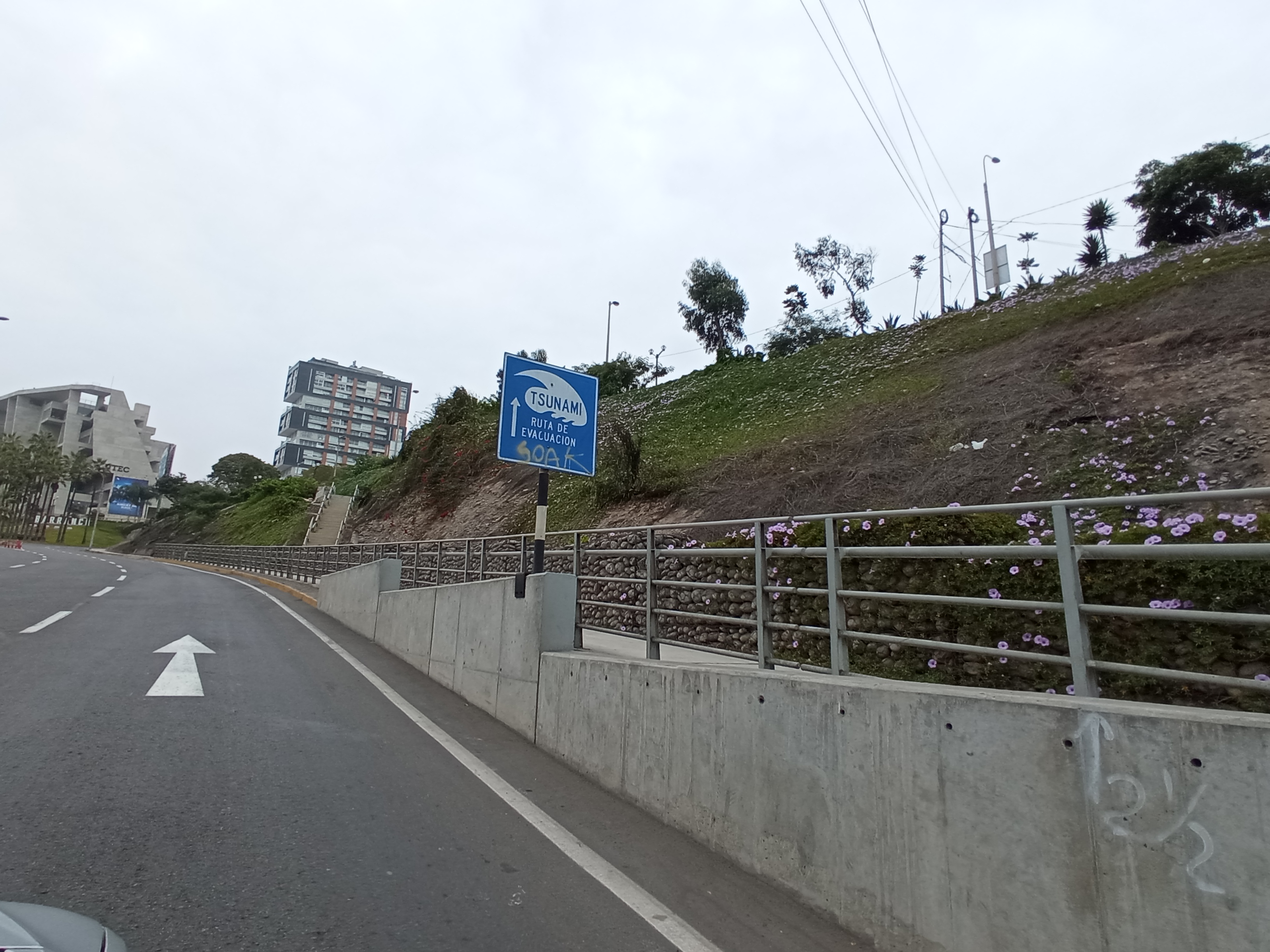
Las Cascadas
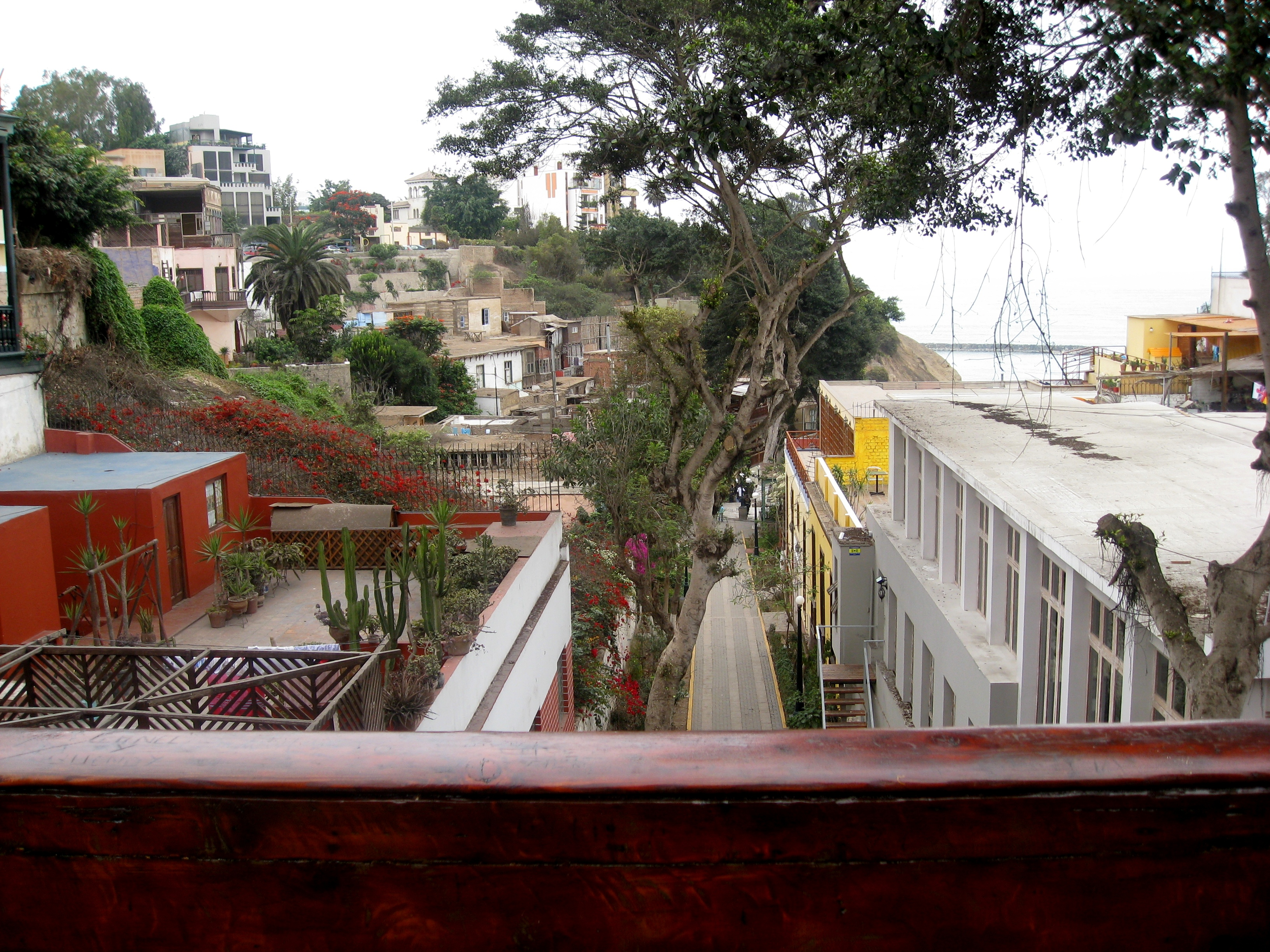
Bajada de los Baños.
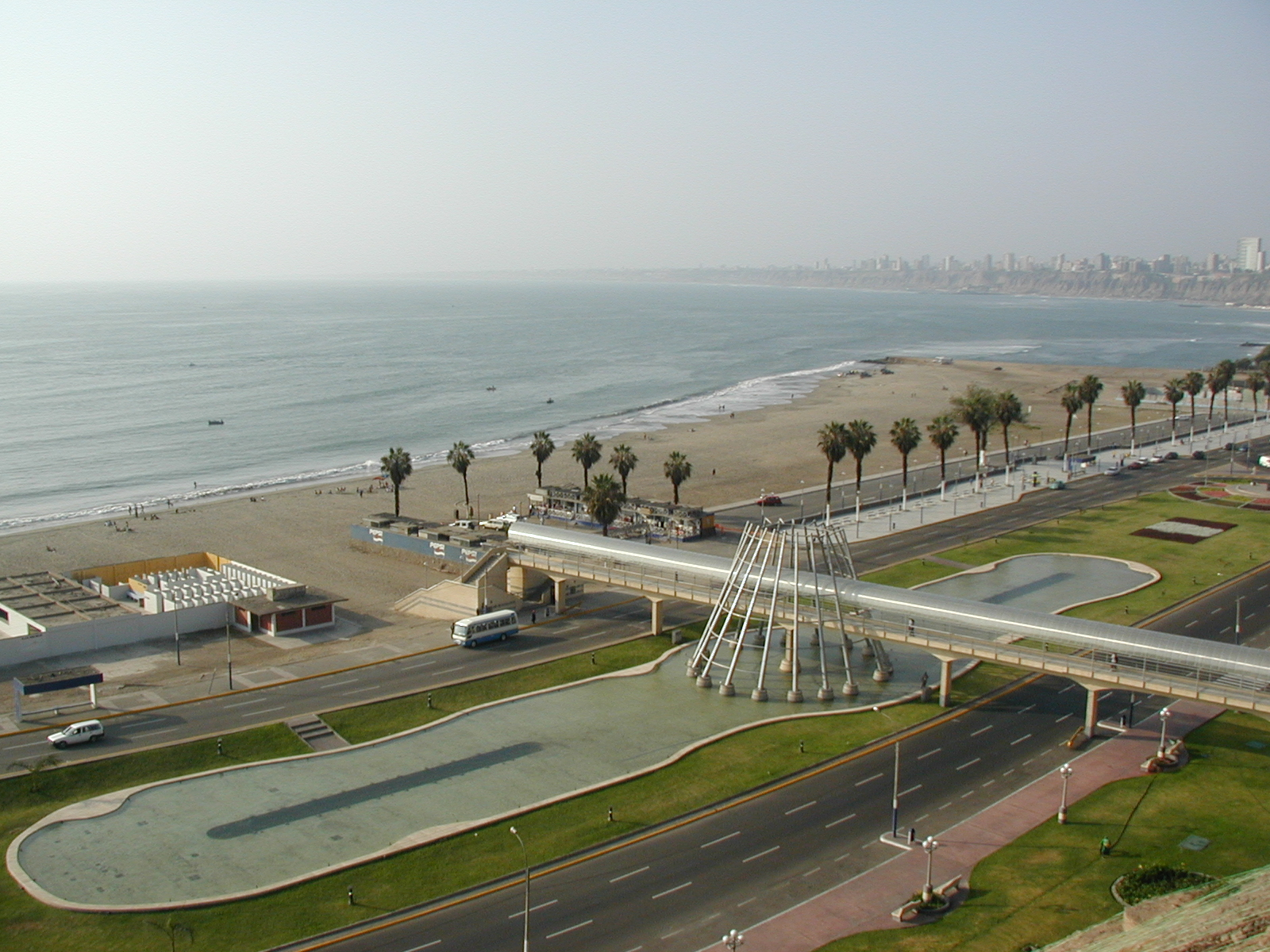
Acceso Huaylas.
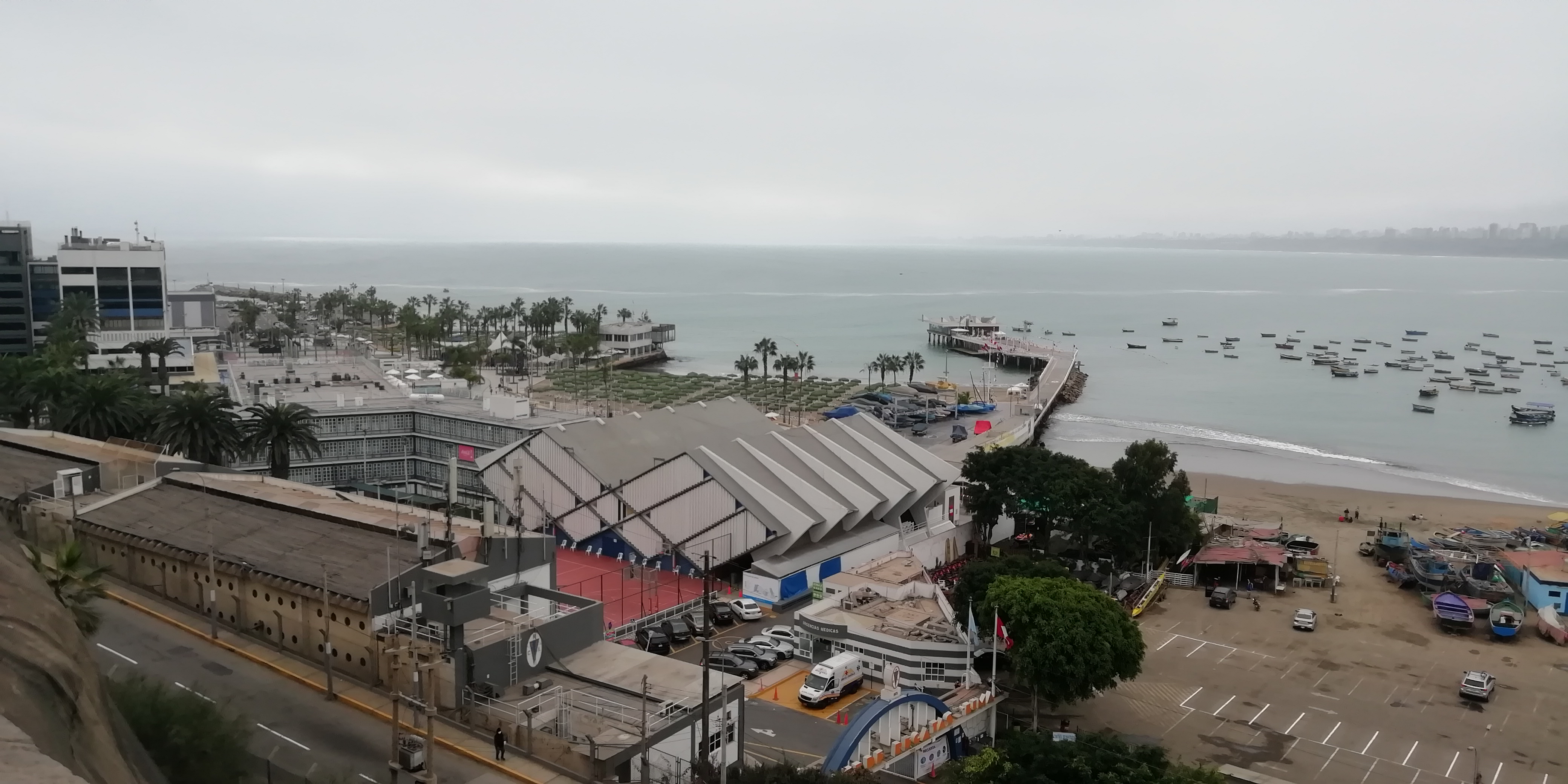
Mariscal Castilla

## Teleférico
La última semana de julio de 2022, la Municipalidad de Miraflores firmó un contrato con el Consorcio Peruano Austríaco Zig Zag Teleféricos SAC, el cual se encargará del primer teleférico turístico del país.
El primer teleférico de Lima tendrá dos carriles y una capacidad para trasladar a 15 pasajeros a la vez en un solo viaje. Se estima que, recorra 310 metros desde el parque Domodossola, en el malecón de Miraflores, hasta la playa Redondo, al costado de la vía de la Costa Verde, en tan solo 3 minutos.

## Recorrido
Inicia su recorrido en la avenida Malecón Grau en el distrito de Chorrillos y culmina en la avenida Miguel Grau en el Callao,teniendo una extensión de un poco más de 20 kilómetros. La Ruta Nº CL-100 sigue la trayectoria entre la Avenida Miguel Grau (ex Buenos Aires) hasta la Avenida Costa Verde (Empalme Calle Virú, Limite distrital con San Miguel), tiene 4.871 kilómetros.